# Aziza Ayoub
Aziza Ayoub (* 1. November 1998 in Brick, New Jersey) ist eine puerto-ricanische Leichtathletin, die sich auf den Mittelstreckenlauf spezialisiert.

## Sportliche Laufbahn
Erste internationale Erfahrungen sammelte Aziza Ayoub, die aus Plain City in den Vereinigten Staaten stammt und an der Ohio State University studiert, bei den Leichtathletik-NACAC-Meisterschaften 2022 in Freeport, bei denen sie in 2:05,45 min den sechsten Platz im 800-Meter-Lauf belegte. Im Jahr darauf gelangte sie bei den Zentralamerika- und Karibikspielen in San Salvador mit 2:05,95 min auf den fünften Platz und verpasste anschließend bei den Panamerikanischen Spielen in Santiago de Chile mit 2:08,57 min den Finaleinzug.
2023 wurde Ayoub puerto-ricanische Meisterin im 800-Meter-Lauf.

## Persönliche Bestleistungen
- 800 Meter: 2:03,78 min, 23. April 2022 in Columbus
  - 800 Meter (Halle): 2:06,30 min, 23. Februar 2019 in Ann Arbor
- 1500 Meter: 4:21,97 min, 22. April 2022 in Columbus
  - 1500 Meter (Halle): 3:37,14 min, 3. März 2019 in Boston
- Meile: 4:42,45 min, 1. Juni 2023 in St. Louis (Landesrekord)